# Ciprian Prodan
Ciprian Prodan (n. 28 aprilie 1979, Satu Mare) este un jucător de fotbal român care evoluează la clubul FC Olimpia Satu Mare. De asemenea, este fratele mai mic al fostului internațional Daniel Prodan. Are în palmares promovarea în Liga I cu formațiile Gaz Metan Mediaș și FCM Târgu Mureș.